# Kristian Ghedina
Kristian Ghedina (Pieve di Cadore, 20 de noviembre de 1969) es un deportista italiano que compitió en esquí alpino y automovilismo.
Ganó tres medallas en el Campeonato Mundial de Esquí Alpino entre los años 1991 y 1997. En la Copa del Mundo consiguió trece victorias y 33 podios en total.
Participó en cinco Juegos Olímpicos de Invierno, entre los años 1992 y 2006, ocupando el sexto lugar en Albertville 1992 (combinada) y en Nagano 1998 (descenso).
Se retiró de la competición en 2006. Posteriormente, compitió en carreras de automovilismo, llegando a disputar la Fórmula Master Internacional en 2006 y las Superstars International Series en 2009, 2010 y 2011.

## Palmarés internacional
| Campeonato Mundial | Campeonato Mundial             | Campeonato Mundial | Campeonato Mundial |
| Año                | Lugar                          | Medalla            | Prueba             |
| ------------------ | ------------------------------ | ------------------ | ------------------ |
| 1991               | Saalbach-Hinterglemm (Austria) | Medalla de plata   | Descenso           |
| 1996               | Sierra Nevada (España)         | Medalla de plata   | Descenso           |
| 1997               | Sestriere (Italia)             | Medalla de bronce  | Descenso           |